# Terao Magonojo
En aquest nom japonès, el cognom és Terao.
Terao Magonojo (寺尾孫之允) (1611-1672) fou un famós espadatxí que va viure durant el període Edo (segle xvii) al Japó. Magonojo era el germà major de Terao Motomenosuke, i el successor de l'Escola de Musashi. Magonojo va ser enregistrat com l'estudiant favorit de Miyamoto Musashi, i fou a qui Musashi li confià abans de morir el seu llibre Gorin no sho (El Llibre dels Cinc Anells).
Durant els primers anys de Magonojo, este va ser entrenat durant molt de temps per Musashi amb la Kodachi (espasa curta). Una vegada que estaven entrenant, Musashi atacà a Magonojo amb una espasa llarga de fusta, i Terao llavors l'aturà amb la seua espasa curta de fusta, contraatacant després. Després de diverses repeticions d'esta acció, l'espasa de Terao per desgràcia se trencà mentre Musashi estava atacant de dalt cap a baix. Malgrat tot, l'espasa de Musashi se detingué just abans d'impactar el front de Terao. D'esta manera, Magonojo no rebé cap ferida. Aquest grau de control reflecteix bé les habilitat de Musashi. Després de la mort del mestre de Magonojo, ell mateix assumí el paper de successor (que aniria al seu germà menor). Se pensa que Magonojo cremà l'original del Gorin no sho degut a unes ordres específiques de Musashi.